# Aplocheilus
Genre
Le genre Aplocheilus regroupe plusieurs espèces de poissons asiatiques de la famille des Aplocheilidae. Ce sont des poissons d'eau douce mais certaines espèces acceptent l'eau saumâtre. A. dayi et A. werneri sont endémiques du Sri Lanka. L'ancienne orthographe de ce genre était Haplochilus, non valide aujourd'hui.

## Description
Il s'agit de poissons de petite taille comprise entre 50 et 100 mm, de forme allongée et présentant généralement des nageoires dorsales et anales positionnées très en arrière du corps.

## Liste des espèces
Selon Fishbase 7 espèces (05/2015):
- Aplocheilus blockii - (Arnold, 1911) - Inde, Pakistan et Sri Lanka
- Aplocheilus dayi - (Steindachner, 1892) - Panchax vert - Endémique du Sri Lanka
- Aplocheilus kirchmayeri - Berkenkamp et Etzel, 1986 - Inde
- Aplocheilus lineatus - (Valenciennes in Cuvier et Valenciennes, 1846) - Panchax rayé - Inde et Sri Lanka
- Aplocheilus panchax - (Hamilton, 1822) - Panchax - Asie (large répartition)[2]
- Aplocheilus parvus - (Sundara Raj, 1916) - Inde et Sri Lanka
- Aplocheilus werneri - Meinken, 1966 - Endémique du Sri Lanka